# پرونو (آلاباما)
پرونو (به انگلیسی: Pronto) یک منطقهٔ مسکونی در ایالات متحده آمریکا است که در شهرستان پایک، آلاباما واقع شده‌است. پرونو ۱۴۶٫۰ متر بالاتر از سطح دریا قرار دارد.